# 錯誤 (法律)
法律程序中可能會出現各種錯誤（英語：error），而這些錯誤可能構成上訴理由。
無害錯誤被認為不會影響審訊結果，故不能作為上訴理由。
可逆錯誤可導致判決在上訴時被推翻。